# Joaquín Vilanova Camallonga
Blahoslavený Joaquín Vilanova Camallonga (6. října 1888, Ontinyent – 29. července 1936, Ibi) byl španělský římskokatolický kněz a mučedník.

## Stručný životopis
Narodil se 6. října 1888 v Ontinyent. Od dětství se chtěl stát knězem. Na kněze byl vysvěcen roku 1920. Byl přidělen do farnosti v Quatretondetě a poté do Ibi. Měl sestru která byla řeholnicí. Byl zabit za pronásledování církve za Španělské občanské války.

## Proces blahořečení
Patří do skupiny José Aparicia Sanze a 73 společníků kteří byli blahořečeni spolu. Proces blahořečení těchto mučedníků byl otevřen 14. května 1957. Dekret o mučednictví byl vydán 18. prosince 2000. Byli blahořečeni papežem sv. Janem Pavlem II. dne 11. března 2001 jako mučedníci kteří byli umučeni k nenávisti k víře.